# Comuna de Lubawka
Lubawka (polaco: Gmina Lubawka) é uma gminy (comuna) na Polónia, na voivodia de Baixa Silésia e no condado de Kamiennogórski. A sede do condado é a cidade de Lubawka.
De acordo com os censos de 2004, a comuna tem 11 728 habitantes, com uma densidade 84,9 hab/km².

## Área
Estende-se por uma área de 138,08 km², incluindo:
- área agricola: 50%
- área florestal: 42%

## Demografia
Dados de 30 de Junho 2004:
|                      | Total   | Total | Mulheres | Mulheres | Homens  | Homens |
| -------------------- | ------- | ----- | -------- | -------- | ------- | ------ |
|                      | pessoas | %     | pessoas  | %        | pessoas | %      |
| População            | 11 728  | 100   | 6000     | 51,2     | 5728    | 48,8   |
| Densidade (pop./km²) | 84,9    | 100   | 43,5     | 43,5     | 41,5    | 41,5   |

De acordo com dados de 2002, o rendimento médio per capita ascendia a 1058,54 zł.

## Comunas vizinhas
- Kamienna Góra, Comuna de Kowary, Comuna de Mieroszów.